# Kim Goldman
Kimberly Erin „Kim“ Goldman (* 26. Dezember 1971) ist eine US-amerikanische Buchautorin und Bloggerin. Sie ist die Schwester von Ronald Goldman, einem der Opfer im Strafprozess gegen O. J. Simpson im Jahr 1995. In den Vereinigten Staaten erregte sie durch Interviews und Bücher, in denen sie den Verlust ihres Bruders verarbeitete, großes Medieninteresse. Später arbeitete sie als Autorin, Bloggerin und Kommentatorin, unter anderem für die Huffington Post.

## Leben und Leistungen
Kim Goldman wurde im Jahr 1971 in der Kleinstadt Buffalo Grove im US-Bundesstaat Illinois geboren. Goldman war von 2001 bis 2005 mit dem TV-Produzent Michael Hahn verheiratet. Sie haben einen gemeinsamen Sohn (* 2003).
Goldman ist Autorin und Co-Autorin mehrerer Bücher über den Strafprozess gegen O. J. Simpson, darunter zwei Werke, die mehrere Wochen in der Bestsellerliste der New York Times geführt wurden. Zudem trat sie in vielen Dokumentationen und TV-Produktionen über den Simpson-Prozess als Kommentatorin auf. 
Goldman ist Kolumnistin für die Huffington Post.